# Pinkus Broder
Pour les articles homonymes, voir Broder.
Pinkus Broder, de son nom de guerre, "Pierre", né en 1901 et mort en 1969, était un militant communiste et l'un des responsables du Comité de défense des Juifs (CDJ), affilié au Front de l'indépendance, pour la région de Charleroi durant la Seconde Guerre mondiale.
Engagé dans la résistance, Pierre Broder contribua par son action à sauver des centaines de juifs dans la région de Charleroi. Le CDJ s'est occupé de 1942 à 1944 de trouver des lieux d'accueil pour les enfants juifs et des caches pour les juifs ayant rejoint la clandestinité. Il les fournissait en faux papiers, pour ce faire, la seule section locale de Charleroi dont les dirigeants étaient outre Pierre Broder, Max Katz et Sem Makowski disposaient de la collaboration de fonctionnaires dans 126 communes. Ces agents communaux risquaient leur vie pour éditer de vrais faux-papiers qui permirent à de nombreux juifs d'échapper à la déportation.
En juin 1943, Pierre Broder, informé de ce qui se passait à Auschwitz, exhorte les juifs, dans le journal clandestin du CDJ, "Unzer Kampf" ("Notre Combat") à entrer dans la clandestinité et la résistance. "La place de tout juif est au côté de ceux qui combattent, au premier rang des combattants!". Dans ses mémoires, préfacés par Maxime Steinberg et qui seront publiés de manière posthume par sa fille, Juliette Broder, en 1994, il fustige les juifs "collaborateurs" qui tentent d'obtenir des faveurs de l'autorité allemande. Il récrimine l'action de l'"Association des Juifs en Belgique" (AJB) créée par une ordonnance allemande le 2 décembre 1941 et dont la raison d'être est, selon lui, de permettre à l'autorité allemande de mieux contrôler la population juive de Belgique,.

## Ouvrages et publications
- Pierre Broder, Des juifs debout contre le nazisme, Éditions EPO, 1994, 240 p. (ISBN 978-2-87262-082-1).